# Synagoge (Altleiningen)
Die Synagoge in Altleiningen, einer Ortsgemeinde im Landkreis Bad Dürkheim in Rheinland-Pfalz, wurde 1834 errichtet. Die Synagoge befand sich am unteren Teil des Fußweges zur Burg.
Im Jahr 1880 beantragte die jüdische Gemeinde Altleiningen, die jüdische Gemeinde in Wattenheim aufzulösen und der Altleiniger Gemeinde als Filiale einzugliedern. Diesem Antrag wurde von den Behörden nicht stattgegeben, sodass nach Abwanderung vieler ihrer Mitglieder die jüdische Gemeinde Altleiningen im Jahr 1905 aufgelöst und die Synagoge profaniert werden musste.
Das Synagogengebäude wurde später abgebrochen.